# Kang Ok-sun
Kang Ok-sun (* 14. April 1946) ist eine ehemalige nordkoreanische Volleyballspielerin.

## Karriere
Kang Ok-sun gewann mit der nordkoreanischen Nationalmannschaft bei der Weltmeisterschaft 1970 und bei den Olympischen Sommerspielen 1972 jeweils die Bronzemedaille.